# Monterreal

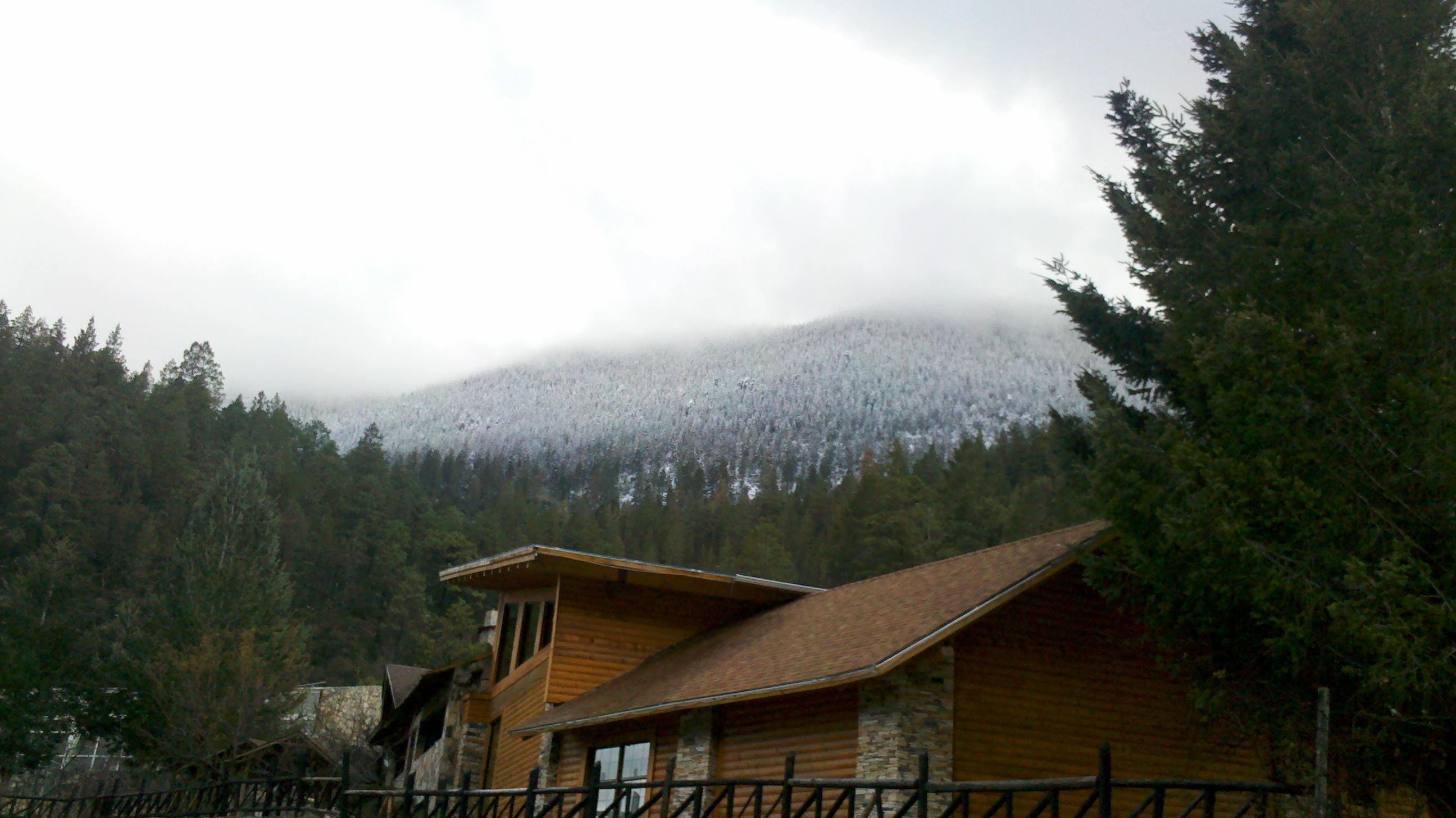
Monterreal, a única estação de esqui do México

Monterreal é uma estação de esqui situada ao sudeste do estado de Coahuila, no município de Arteaga, México. Está localizada a 40 minutos da cidade de Saltillo e 90 minutos da cidade de Monterrei, sendo o único centro de esqui em território mexicano.

## Descrição
Monterreal está situada na cordilheira Sierra Madre Oriental, com uma cota mínima de 2.940 metros de altitude e cota máxima de 3.445 metros, possuindo 4,6 km de área esquiável e dois teleféricos, além de canhões que produzem neve artificial.
O local tem uma pista principal com distância de 230 metros, uma pendente a 20 graus de inclinação sobre o terreno natural que se considera pista de categoria azul, em termos técnicos, e também conta com uma pista de aprendizagem e de trenós, com 145 metros de distância.
Também há duas pistas de esqui com instalações adaptadas para a aprendizagem deste esporte durante todo o ano. Essas pistas foram desenhadas por europeus para que atletas olímpicos tenham níveis altos de competitividade quando não houver presença de neve.
É possível esquiar na estação entre os meses de dezembro e janeiro, com neve natural.